# Hyoscyameae
Tribu
La tribu des Hyoscyameae regroupe des plantes de la sous-famille des Solanoideae dans la famille des Solanaceae. 

## Liste des genres et espèces
Selon NCBI (3 mars 2012) :
- genre Anisodus
  - Anisodus acutangulus
  - Anisodus carniolicoides
  - Anisodus luridus
  - Anisodus tanguticus
- genre Atropa
  - Atropa baetica
  - Atropa belladonna
  - Atropa caucasica
  - Atropa komarovii
- genre Atropanthe
  - Atropanthe sinensis
- genre Hyoscyamus
  - Hyoscyamus albus
  - Hyoscyamus aureus
  - Hyoscyamus boveanus
  - Hyoscyamus desertorum
  - Hyoscyamus muticus
  - Hyoscyamus niger
  - Hyoscyamus pusillus
  - Hyoscyamus turcomanicus
- genre Physochlaina
  - Physochlaina infundibularis
  - Physochlaina orientalis
  - Physochlaina physaloides
  - Physochlaina praealta
- genre Przewalskia
  - Przewalskia tangutica
- genre Scopolia
  - Scopolia carniolica
  - Scopolia japonica
  - Scopolia lutescens
  - Scopolia parviflora